# Урош Жарић
Урош Жарић је бивши фудбалер и фудбалски тренер из данашње Босне и Херцеговине. Као фудбалер, наступао је за ФК Славију, сарајевски ФК Хајдук и ФК Жељезничар, а као фудбалски тренер био је активан у ФК Романији и ФК Сарајеву. Освајач је бројних награда, нарочито са клубом ФК Сарајево.

## Биографија
Урош Жарић рођен је у Босанском Броду 1908. године. Као десетогодишњак почео је да тренира фудбал у Босанском Броду. Када је завршио четврти разред дошао је да живи у Сарајево гдје је наставио школовање. Био је активан, вјежбао је гимнастику и тренирао више спортова. Као младић, био је члан и Српског сокола у Сарајеву. Међутим, посебно се истакао као фудбалер. Надаље, фудбалу ће бити посвећен до краја свог живота. Играо је у ФК Славији, сарајевском ФК Хајдуку и ФК Жељезничару. Са овим клубовима играће на регионалним такмичењима и освајати их. Био је члан Фискултурног савеза Босне и Херцеговине. 
Послије Другог свјетског рата био је покретач обнове рада спортских клубова у Сарајеву. Жарић педесетих година 20. вијека долази на Пале да помогне развој ФК Романије. Био је тренер двије године. Тада прелази у ФК Сарајево и као тренер осваја републичка такмичења. Био је руководилац Омладинске фудбалске школе.